# Кукла. Зарождение зла
«Кукла. Зарождение зла» — индонезийский приключенческий фильм ужасов режиссёра Кимо Стамбоэля, снятый по его собственному сценарию. Фильм впервые был показан на фестивале журналистских фильмов и был номинирован в нескольких категориях: лучший сценарий, лучший режиссёр и лучший костюм. Режиссёр в своё интервью для CNN поделился, что его как автора фильма больше интересует создание фильмов ужасов, повествующих о трагической судьбе многих людей на фоне происходящих мистических событий.

## Сюжет
Во время отпуска у пары с двумя детьми бесследно пропадает ребёнок. В процессе поисков на предполагаемом месте исчезновения они обнаруживают необычную куклу. С её помощью по местным преданиям можно провести ритуал и открыть дверь в мир мёртвых. Тем временем, зловещая сущность начинает преследовать остальных членов семьи.

## В ролях
| Актёр             | Роль   |
| ----------------- | ------ |
| Тити Камал        | Сандра |
| Дви Сасоно        | Адриан |
| Сифа Хаджу        | Ники   |
| Музакки Рамдхан   | Кинан  |
| Гиулио Паренкуан  | Фейсал |
| Тёку Рифну Викана | Сарно  |
| Майк Люкок        | Маджид |
| Пипиен Путри      | Сайджа |
| Джефри Никол      | Рама   |
| Дева Махенра      | Димас  |

## Съёмки и производство
Фильм был снят в совместном производстве нескольких студий Sky Media, CJ ENM, Rapi Films, Legacy Pictures и Nimpuna Cinema. Процесс съёмок фильма занял один месяц, плюс около 6 месяцев на написание сюжета и 3 месяца подготовки. Большинство выбранных съёмочных площадок расположены на водохранилище в Джокьякарте.

Во время работы над фильмом актёры и съёмочная группа пережили ряд мистических событий: когда актёры Сифа Хаджу и Тити Камаль услышали страшный звук в видеоблоге Тити Камаля, когда он записывал бэкстейдж со съёмок. По словам актёров в оригинальном видео нет никакого страшного звука, но когда они пересмотрели запись, то услышали громкое бормотание и скрежет.
Актриса Тити Камал рассказала, что прочитала сценарий этого фильма, находясь в одиночестве на вилле на Бали. В результате она не могла заснуть. Кроме того, во время репетиции своей роли перед съёмками он услышал ужасающий смех, который, по его мнению, не принадлежал съёмочной группе.

## Восприятие
В первую неделю премьеры в Индонезии на фильм было продано более 435 тысяч билетов, а позже фильм вошёл в топ-3 кассовых релиза уикэнда. За 10 дней на стриминговой площадке фильм посмотрело свыше 1 млн зрителей.